# DNA²

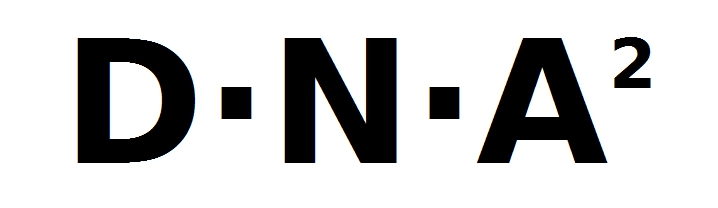

DNA²(디엔에이)는 가쓰라 마사카즈의 SF만화로 1993년 36·37호부터 1994년 29호까지 슈에이샤의《주간 소년 점프》에 연재되었다. 전 42화로 되어있다. 단행본으로는 점프 코믹스에서 간행한 5권이 전부이다.
연재기간은 10개월을 겨우 넘겨, 사실상 도중에 이야기가 단절된 작품이다. 이에 관계없이 TV 애니메이션, OVA화되었고, 가네다 류를 감독으로 해 실화 영화도 제작계획에 있었다.
아울러 주인공의 머리색이 변하면서 싸운다는 설정은 작가의 친구인《드래곤 볼》의 작가 도리야마 아키라의 조언의 따라 설정된 것이지만,《드래곤 볼》의 팬들로부터 이들 도작했다는 비판에 직면하게 된다. 단, 도리야마의 농담성 발언을 진담으로 받아들인 결과로 그 유사성에 관해서 작가 자신도 이를 시인했다. 또, 그의 과거 작품에서도 볼 수 있듯 성적 표현이 강한 작품이다.
원작과 애니메이션에서는 다른 설정과 이야기의 순서, 결말이 다르다.